# Црква Светог великомученика Пантелејмона у Доњем Романовцу
Црква Светог великомученика Пантелејмона у Доњем Романовцу, насељеном месту на територији општине Сурдулица, православни је храм који припада Епархији врањској Српске православне цркве.
Црква посвећена Светом великомученику Пантелејмону подигнута је 1899. године. У њој се налази иконостас са 40 икона, које је 1925. године осликао иконописац Ђорђе Зографски.
Благословом Епископа врањског Пахомија, а прилозима црквених одборника, мештана Сурдулице и околине, ова црква у потпуности је обновљена 2007. године.